# Foramen grand rond
Le foramen grand rond est une cavité qui fait communiquer l'endocrâne et l'exocrâne au niveau respectivement de l'étage moyen et de la base du crâne.
Il se situe sur l'os sphénoïde et est antérieur au foramen ovale . C'est par cette cavité que passent : 
- la branche maxillaire du nerf trijumeau ;
- la veine émissaire ;
- l'artère du foramen grand rond.